# Pasatiempo (canción)
«Pasatiempo» es una canción del cantante puertorriqueño Daddy Yankee y Myke Towers, lanzada como el octavo sencillo del octavo y último álbum de estudio del primero "Legendaddy" el 28 de julio de 2022.
Su video musical fue dirigido por José Sagaró, fue filmado en Puerto Rico y muestra a ambos artistas actuando en una fiesta en casa, alrededor de una fogata y en un "escenario minimalista en blanco y negro", incorporando "elementos vintage". La canción fue escrita por Daddy Yankee, Myke Towers, el rapero puertorriqueño Pusho, Monique Fonseca, los productores puertorriqueños Ángel "JBD" Barbosa y Ovimael "OMB" Maldonado y el dúo de producción estadounidense Play-N-Skillz, mientras que los productores y letristas estadounidenses Allen George y Fred McFarlane recibieron créditos como compositores por el uso de «Show Me Love» (1990) de la cantante estadounidense Robin S., cuya versión remix de 1992 del productor sueco StoneBridge se muestra en la pista. Fue producido por Daddy Yankee, Play-N-Skillz y JBD.
Es una canción de reguetón con letra sobre sexo casual y una mujer que quiere divertirse en una discoteca y "sacar la bestia" que lleva dentro. Recibió comentarios positivos por parte de los críticos musicales y alcanzó el puesto 17 en El Salvador, el puesto 19 en Chile y el puesto 28 en España y en la lista Billboard Hot Latin Songs de Estados Unidos.

## Fondo y composición
«Pasatiempo» fue escrito por Daddy Yankee, Myke Towers, Ángel "JBD" Barbosa, Monique Fonseca, Ovimael "OMB" Maldonado, Pusho y los miembros de Play-N-Skillz Juan Salinas y Oscar Salinas, y fue producido por Daddy Yankee, Play- N-Skillz y JBD. La canción muestra la melodía de la versión remix del productor sueco StoneBridge del sencillo de house "Show Me Love" (1992) de Robin S., por el cual los letristas Allen George y el difunto Fred McFarlane recibieron créditos como compositores. Fue grabado por Play-N-Skillz y OMB, mezclado por el ingeniero de audio estadounidense Luis Barrera Jr. y OMB, y masterizado por el ingeniero estadounidense Michael Fuller.
Daddy Yankee y Myke Towers habían colaborado previamente en el sencillo «Súbele el volumen» (2021). Este último publicó el 25 de marzo de 2022 que estaba recordando cuando escuchó por primera vez el disco Los Homerun-es (2003) de Daddy Yankee, que aún estaba asimilando que estaba apareciendo en Legendaddy, le agradeció sus consejos e inspiración y le dijo que disfrutara de su legado. "Pasatiempo" es una canción de reguetón con una duración de tres minutos y veinticuatro segundos y letra sobre el sexo casual y una mujer que quiere divertirse en una discoteca y "sacar la bestia" que lleva dentro.

## Recepción
"Pasatiempo" fue seleccionada como la "canción del día" el 30 de marzo de 2022 por el sitio web de música en español Jenesaispop, cuyo editor Jordi Bardají se refirió como "irresistible desde la primera escucha" y "una divertida fusión de reggaeton clásico y sonidos noventeros que merece convertirse en un éxito". Bardají también lo incluyó entre los mejores temas de Legendaddy. Escribiendo para Spin, Lucas Villa lo destacó como una "delicia de la pista de baile" y una "colisión perfecta y mágica de dos mundos musicales muy diferentes" entre su ritmo de reggaeton y su muestra de house. Gary Suárez de Rolling Stone la elogió como una "colaboración impactante" y la describió como la "única aplicación verdaderamente abierta" de Legendaddy de la "inclinación tardía de Daddy Yankee por tomar prestados los éxitos universalmente reconocibles de otros artistas para construir los suyos propios" donde Play-N-Skillz "reproduce descaradamente la melodía" de "Show Me Love".

## Desempeño comercial
Tras el lanzamiento del séptimo y último disco de Daddy Yankee "Legendaddy", "Pasatiempo" fue una de las 12 pistas del álbum que ingresó simultáneamente a la lista Billboard Hot Latin Songs de EE. UU. en la semana que finalizó el 9 de abril de 2022, debutando y alcanzando el puesto 28.Esas mismas 12 canciones también debutaron simultáneamente en España en la edición del 31 de marzo de 2022, con "Pasatiempo" como la tercera pista del álbum con las listas más altas en el país, alcanzando el puesto 28.  También alcanzó el puesto 17 en El Salvador, puesto 19 en Chile y puesto 72 en el top 100 mensual de Paraguay.

## Video de la letra de la canción
El video de la letra de la canción se subió a YouTube el 24 de marzo de 2022 junto con otros videos de la letra de otras canciones del álbum Legendaddy que se estrenaron simultáneamente con el lanzamiento del álbum de Daddy Yankee.

## Video musical
El video musical de "Pasatiempo" se publicó el 28 de julio de 2022 y muestra a Daddy Yankee y Myke Towers interpretando la canción en un "escenario minimalista en blanco y negro", en una fiesta en una casa y alrededor de una fogata. También incorpora "elementos antiguos", como una cinta de casete, un televisor CTR y "trabajo de postproducción inspirado en la película polaroid Kodak". Fue dirigida por José Emilio Sagaró de la compañía Film Heads, con sede en Miami, quien previamente había trabajado con Daddy Yankee en el videoclip de la versión remix de «Tata» (2021) y con Myke Towers en «Las leyendas nunca mueren» y «Jóvenes millonarios» (ambas de 2021), y fue rodada en Puerto Rico.

## Espectáculos en vivo
"Pasatiempo" fue incluida en el setlist de la gira de conciertos de despedida de Daddy Yankee "La Última Vuelta" en la que apareció Myke Towers en una pantalla holográfica.

## Créditos y personal
- Luis Barrera Jr. – ingeniero de mezcla
- Monique Fonseca – composición de canción
- Michael Fuller – ingeniero de masterización
- Allen George – composición
- JBD – productor, programación, composición
- Fred McFarlane – composición de canción
- OMB ‐ ingeniero de grabación, ingeniero de mezcla, programación, composición
- Play N-Skillz – productor, ingeniero de grabación, programación, composición
- Pusho – compositor
- Myke Towers – voz, composición
- Daddy Yankee – voz, productor, programación, composición

## Posicionamiento en listas
| Lista (2022)                     | Mejor posición |
| -------------------------------- | -------------- |
| Chile (Billboard)                | 19             |
| El Salvador (Monitor Latino)     | 17             |
| España (PROMUSICAE)              | 28             |
| Estados Unidos (Hot Latin Songs) | 28             |

| Lista (2022)   | Mejor posición |
| -------------- | -------------- |
| Paraguay (SGP) | 72             |